# Aktion G13
Aktion G13 var en bz-aktion og en aktionsgruppe, der kortvarigt besatte Grøndalsvænge Allé 13 i Københavns Nordvestkvarter d. 6. oktober 2007. Aktionen skilte sig ud fra andre besættelsesaktioner ved at være planlagt flere måneder i forvejen, og ved at tid og sted var meldt åbent ud på forhånd. I grundlaget for aktionen, som man kan finde på gruppens hjemmeside, kan man læse at stilen er 'ulydig og ikke-voldelig konfrontation' – en stil som blev fulgt på dagen. 'Ikke-voldelig' betød i denne sammenhæng at man forsøgte at opfordre folk til at benytte sig af fysisk modstand og ved hjælp af isolerede skjolde at skubbe til politifolk, i stedet for at bruge kasteskyts og slagvåben.
Få timer inden G13-aktionen demonstrerede omkring 200 bekymrede lokale beboere mod aktionen. Med skilte, bannere og davidsstjerner på brystet prøvede de at få de unge til at forstå, at de ikke syntes de var velkomne. Moddemonstrationen var på initiativ af det konservative lokalrådsmedlem Rasmus Jarlov, som har erklæret sig for for "en af Ungdomshusets hårdeste modstandere" .

## Aktionen
Ifølge arrangørerne af G13-demonstrationen var op imod 6-7.000 demonstranter på gaden for at indtage Grøndalsvænge Allé 13 og indvie det som det nye ungdomshus. Politiets skøn lyder på omkring 3.000 deltagere. Demonstranterne var inddelt i seks blokke, herunder en rød, turkis, gul og en grøn blok. Denne strategi var bl.a. inspirerede af G8-protesterne i Rostock.
Den femte var for de der ikke ønskede, at deltage direkte i besættelsen. Den sjette var en uofficiel sort blok der havde fået besked på at 'være kreative', blandt andet så man dem kravle ind i huset gennem skorstenen.
Demonstrationen startede ved Nørrebrohallen kl. 13:00 og begik sig senere i retning mod Grøndalsvænge Allé 13. Ved Fuglebakken Station havde politiet spærret vejen og demonstrationen stoppede. Herefter forsøgte aktivister at komme igennem, over og forbi politiets afspærring.
Politiet forsøgte at forhindre den ulovlige aktion og anvendte derfor tåregas, knippelslag og hunde. På trods af dette lykkedes det flere hundrede demonstranter at komme ind på grunden og besætte huset. Nogle kravlede op på tagene, hvor en plantede et piratflag i en skorsten. En anden stor gruppe på 1-200 aktivister fra demonstrationens gule blok som også var trængt ind på grunden, blev stående i kæder uden for huset og blev anholdt der.
Da aktionen var slut, var i alt 436 personer blevet anholdt, hvilket var den største masseanholdelse nogensinde i Danmark.

### Billeder
Billederne optræder i kronologisk rækkefølge.
- G13 demonstrationen
- Politiet filmer demonstrationen
- G13 demonstrationen
- G13 demonstrationen
- G13 demonstrationen
- G13 demonstrationen
- G13 demonstrationen ved Fuglebakken Station
- G13 demonstrationen ved Fuglebakken Station
- G13 demonstrationen fol gnider sig i øjnene pga. tåregas

## Efterspil
Tre blev sigtet for vold, 289 blev sigtet for ulovlig indtrængen, 17 for maskering, 3 for våbenbesiddelse og 17 blev sigtet for overtrædelse af jernbaneloven, idet de gik over togskinnerne, hvilket resulterede i indstilling af S-togstrafikken i en periode. Resten blev sigtet for overtrædelse af politivedtægterne (58) og småforseelser. 21 af de anholdte var under 15 år og blev sluppet fri.
Blandt de nærmeste naboer blev der indsamlet mere end 1100 underskrifter mod et ungdomshus. Udover underskrifterne var også Grøndal Lokalråd, Vanløse Lokaludvalg og de to nærmeste boligforeninger imod et ungdomshus i Grøndalsvænge. Underskriftsindsamlingerne fik dog ingen effekt på beslutningen, da Ritt proklamerede at grunden under alle omstændigheder ikke skulle bruges som ungdomshus men til boliger. 
Fra ungdomshusets støtter fulgte efter aktionen en kritik af politiets fremfærd. Bl.a. efterlyste Line Barfod fra Enhedslisten en forklaring på hvorfor politiet havde anvendt tåregas. Hun stillede også et §20-spørgsmål til justitsminister Lene Espersen.
Aktionens formål var at få et ungdomshus, enten ved at tage det selv, eller ved at lægge pres på overborgmester Ritt Bjerregaard for at få startet en dialog igen. Det sidste lykkedes. Efter aktionen sagde Ritt Bjerregaard at hun ville mødes med de unge. Som forudsætning for et møde med repræsentanter for ungdomshusbevægelsen krævede overborgmester Ritt Bjerregaard at lørdagens besættelse skulle være fredelig. Den 27. november blev de unge og overborgmesteren i samarbejde med advokat Knud Foldschack enige om en hensigtserklæring for et kommende ungdomshus. Erklæringen blev vedtaget på Borgerrepræsentationens sidste møde den 13. december 2007. I midten af januar 2008 blev et nyt aktionskoncept inspireret af G13 lanceret under navnet BlokR.

## Eksterne Henvisninger
- Aktion G13s hjemmeside Arkiveret 29. september 2007 hos  Wayback Machine
- Modkraft.dk – progressiv nyhedsportal, som dækkede begivenheden intensivt med et tema om Aktion G13 Arkiveret 4. februar 2008 hos  Wayback Machine
- Haveboligforeningen Grøndalsvænges hjemmeside (Webside ikke længere tilgængelig)